# Antonio Benarrivo
Antonio Benarrivo (født 21. august 1968 i Brindisi, Italien) er en italiensk tidligere fodboldspiller (forsvarer). 
Benarrivo spillede hele 13 sæsoner hos Parma, som han vandt en lang række titler med, blandt andet tre udgaver af pokalturneringen Coppa Italia, to udgaver af UEFA Cuppen samt Pokalvindernes Europa Cup.
For det italienske landshold spillede Benarrivo 23 kampe. Han debuterede for holdet i en VM-kvalifikationskamp mod Estland 22. september 1993. Han var med i truppen til VM 1994 i USA, hvor italienerne vandt sølv. Han var med i seks af italienernes syv kampe i turneringen, herunder finalenederlaget til Brasilien.

## Titler
Coppa Italia
- 1992, 1999 og 2002 med Parma

Supercoppa Italiana
- 1999 med Parma

Pokalvindernes Europa Cup
- 1993 med Parma

UEFA Cup
- 1995 og 1999 med Parma

UEFA Super Cup
- 1993 med Parma